# Бернадский, Виктор Николаевич
Ви́ктор Никола́евич Берна́дский (1890 — 21 июня 1959, Ленинград) — советский историк, педагог; доктор исторических наук (1955), профессор (1956).

## Биография
Учась в Петербургском университете, был исключен с 4 курса за участие в студенческом движении. Историко-филологический факультет университета окончил экстерном в 1912 году, после чего служил в Григоровской учительской семинарии. В 1918 году состоял в Комиссии для организации педагогических учреждений на территории Антониева монастыря.
С 1924 года преподавал в Ленинградском педагогическом институте имени А. И. Герцена (с 1928 — доцент кафедры методики истории, в 1942—1949 — заведующий кафедрой истории СССР, с 1955 — профессор). Был заместителем директора института по научной части (1941—1944) и учебной части (1945—1946). Одновременно в 1943—1946 годах — доцент кафедры истории СССР исторического факультета Ленинградского университета.
Похоронен на Серафимовском кладбище.

### Семья
Дети:
- Елена Викторовна Бернадская (1918—2004), историк-медиевист, книговед, библиограф отдела рукописей Российской национальной библиотеки (с 1955 по 1979)[2].
- Сергей Викторович Бернадский (1932—2002), историк[2], диссидент; был женат на филологе Н. К. Телетовой.

## Научная деятельность
Область научных интересов — история России (в том числе Новгородских земель) периода феодализма, а также история Санкт-Петербурга — Ленинграда. Разрабатывал вопросы методики преподавания истории в школе.
В 1939 г. защитил кандидатскую, в 1955 г. — докторскую диссертацию.
Автор свыше 30 научных работ.

### Основные работы
Источник — электронные каталоги РНБ Архивная копия от 3 марта 2016 на Wayback Machine
- Андреевская Н. В., Бернадский В. Н. Методика преподавания истории в семилетней школе : [учеб. пособие для учительских ин-тов]. — М.: Учпедгиз, 1947. — 216 с. — 100 000 экз.
- Бернадский В. Н. [главы по русской истории] // Гуковский А. И., Трахтенберг О. В. История : Эпоха феодализма : Учебник для средней школы, 6—7 годы обучения. — Харьков; Киев: Радяньска школа, 1933.
- Бернадский В. Н. Господин Великий Новгород : Очерки по истории Новгорода. — М.; Л.: Учпедгиз, 1936. — 100 с. — (Б-ка по истории для средн. школы). — 20 000 экз.
- Бернадский В. Н. Грозная слава Урала : Из истории урал. металлургии. — [Челябинск]: Челябгиз, 1943. — 40 с. — 5000 экз.
- Бернадский В. Н. Новгород и Новгородская земля в XV веке. — М.; Л.: Изд-во АН СССР, 1961. — 395 с. — 1600 экз.
- Бернадский В. Н., Волк С. С., Вяткин М. П. и др. Очерки истории Ленинграда / Ред. М. П. Вяткин. — М.; Л.: Изд-во АН СССР, 1955. — Т. 1 : Период феодализма (1703—1861 гг.). — 896 с. — 10 000 экз.
- Бернадский В. Н., Сукновалов А. Е. Историческое прошлое Ленинграда : Книга для внеклассного чтения учащихся 8—10 классов. — Л.: Учпедгиз, 1958. — 255 с. — 20 000 экз.
  - Историческое прошлое и настоящее Ленинграда : Книга для чтения в 8—11 классах. — Л.: Учпедгиз, 1960. — Т. 1 [Историческое прошлое Ленинграда], 2 [Картины истории и жизни города]. — 466 с. — 25 000 экз.
- Трахтенберг О. В., Бернадский В. Н., Гуковский А. И. В Московской Руси XVII века. — М.: Гос. учеб-педагог. изд., 1931. — 144 с. — (Рабочая школьная б-ка : Серия по обществоведению). — 10 000 экз.

## Награды
- Медаль «За оборону Ленинграда»
- Медаль «За доблестный труд»
- значок «Отличник просвещения»